# Wilhelm Ludwig Friedrich Mögling
Wilhelm Ludwig Friedrich Mögling (* 25. Juli 1788 in Kirchheim unter Teck; † 12. Juli 1854 in Süßen) war ein württembergischer Gymnasiallehrer und evangelischer Pfarrer.

## Leben und Wirken
Wilhelm Ludwig Friedrich Mögling trat nach dem Besuch der ev. Klosterschule Bebenhausen 1805 in das Evangelische Stift Tübingen ein und studierte Evangelische Theologie an der Eberhard Karls Universität Tübingen. 1807 erwarb er dort den Magistergrad. 1809 trat er zunächst in den Schuldienst ein und arbeitete als Präzeptor in Güglingen, ab 1811 in Brackenheim und seit 1819 in Öhringen, wo er 1824 Rektor der Lateinschule wurde. Ab 1827 unterrichtete er als Gymnasialprofessor in Tübingen, trat dann jedoch in den Pfarrdienst der Evangelischen Landeskirche in Württemberg ein und wirkte von 1831 bis 1840 in Mössingen an der dortigen St.-Peter-und-Paulskirche, ab 1840 in Aldingen und zuletzt seit 1852 in Großsüßen, einem Ortsteil von Süßen, wo er 1854 starb und beerdigt wurde.
Aus seinen drei nacheinander geschlossenen Ehen erwuchsen insgesamt 16 Kinder, von denen allerdings nur die Hälfte das Erwachsenenalter erreichte. Zu den bekannten Kindern gehörten der 1811 in Brackenheim geborene Hermann Mögling, der als bedeutender Missionar und Sprachwissenschaftler in Indien wirkte und u. a. die „Bibliotheca Carnatica“ erarbeitete, sowie der 1814 ebenfalls in Brackenheim geborene Theodor Mögling, ein Abgeordneter der Zweiten Württembergischen Kammer und Teilnehmer an der badischen Revolution 1848/49.
Da auch zwei seiner Töchter Missionare heirateten, die ebenfalls in Indien arbeiteten, und ein weiterer Schwiegersohn als Missionar in China tätig war, wurde Mögling als „Missionspapa“ bezeichnet.
Der spätere Mössinger Pfarrer Ulrich Gohl beschäftigte sich intensiv mit dem Mössinger Amtstagebuch von Pfarrer Mögling aus den Jahren 1831 bis 1840 und transkribierte es.

## Schriften
- Die Erziehungs- und Unterrichtsanstalt in Stetten. In: Allgemeine Schulzeitung 9, 1832, Sp. 833–839, 841–846 (Digitalisat)
- Das Mössinger Amtstagebuch. Zum 200. Geburtstag seines Sohnes Dr. Herrmann Mögling, Missionar und Sprachforscher in Indien am 29. Mai 2011. Übertragen von Ulrich Gohl. O. O. u. J.